# Реки и каналы Беларуси
В Беларуси густая сеть рек и каналов.

## Реки

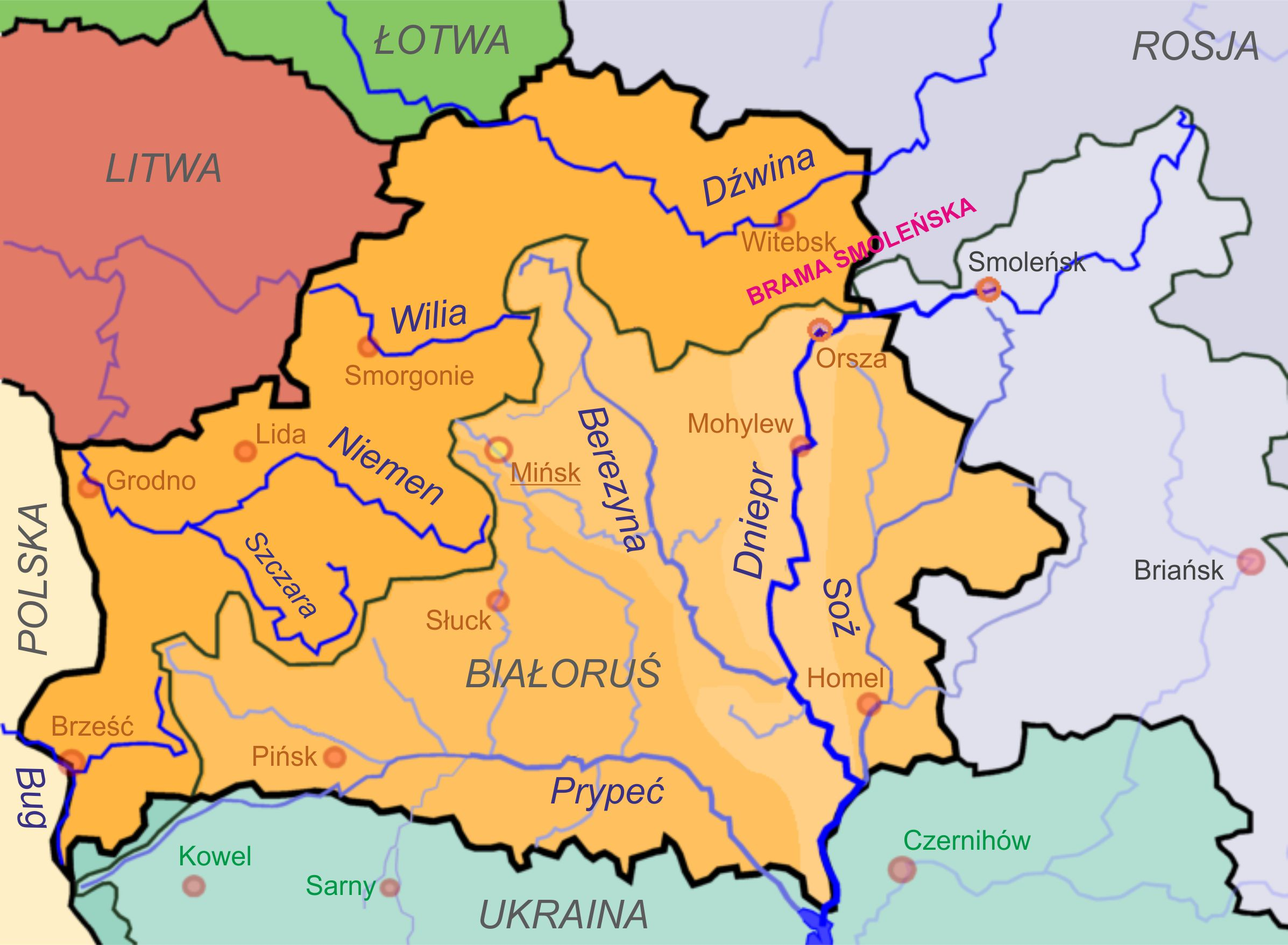
Реки Беларуси

Беларусь богата поверхностными водами: в стране около 20 800 рек. Большинство рек небольшие, 42 реки имеют длину от 100 до 500 км. Густота речной сети составляет примерно 40 км/км², на северо-востоке Беларуси — 60 км/км². Средний общий сток — 57,9 км³. 59% стока формируется в пределах Беларуси (внутренний сток).
Наиболее распространены в Беларуси равнинные малые реки, протекающие в относительно неглубоких, хорошо разработанных широких долинах с пологими склонами. Они имеют сложенные из легкоразмываемых грунтов извилистые русла с чередованием плёсов и перекатов, небольшие уклоны водной поверхности, медленное течение. В пределах возвышенностей долины рек более выражены, их течение более быстрое; местами, особенно в верховьях, такие реки текут в оврагах; их берега крутые, уровни воды при таянии снега и сильных дождях могут повышаться на 2—3 м, но затем быстро спадать. На юге Беларуси много рек, протекающих через болота или имеющих значительные заболоченные участки в составе своих водосборов. На севере Беларуси значительную часть составляют реки, вытекающие из озёр или протекающие через них. За истоки рек обычно принимают места, из которых появляется постоянное русло потока; в Беларуси это чаще всего родники, болота, реже озёра.
В речной системе с большим количеством истоков главным считается наиболее удалённый от устья или наиболее многоводный. Если верховье реки, вытекающей из болота, канализировано, за исток принимают начало основного осушительного канала, являющегося продолжением реки вверх по течению; у рек, временно пересыхающих, — место на дне лощины или оврага, где наблюдаются следы русла, разработанного талыми или дождевыми водами.
Русла характерных для Беларуси равнинных и низменных рек обычно извилистые, местами разделены на рукава. В возвышенных районах русла более выражены, без рукавов и протоков. Из наносов в них формируются русловые образования — перекаты, косы, острова, мели, осерёдки и пляжи. На севере русла извилистые, неразветвлённые, в основном устойчивые. Ширина их преимущественно 10—20 м, в нижних течениях 30—50 м. Ширина крупных рек обычно 80—120 м, местами до 300—500 м. Преобладающие глубины рек 0,5—1 м, на плёсах 2—4 м, местами до 8 м. Дно чаще песчаное и песчано-илистое, на северо-западе местами каменистое и порожистое. На юге Беларуси русла неканализированных рек извилистые, разветвлённые, часто встречаются старицы, протоки, мелиоративные канавы. Ширина русла от 5—10 м в верховьях до 20—40 м в нижних течениях, местами до 60—80 м. Глубина от 0,1—0,3 м до 7 м в отдельных ямах. Часто встречаются песчаные низкие острова.
Правые берега на реках меридионального направления чаще более высокие, абразионные, левые — низменные аккумулированные. Преобладают песчаные берега, на юге часто суглинистые. Высота их обусловлена морфологией и геологией рельефа, что влияет на колебания уровня воды в реках (до 12 м на отдельных участках Днепра и Западной Двины).
Долины рек занимают почти 10% всей территории Беларуси. На юге от границы последнего (поозерского) оледенения современные долины широкие, относительно мелкие, обычно асимметричные в поперечном сечении, их правые склоны более высокие и крутые, чем левые. Самые молодые долины на Белорусском Поозерье (начало их образования 16—14 тыс. лет назад, когда область последнего оледенения быстро освобождалась от ледникового покрова). Долины здесь обычно глубокие (20—30 м) и относительно узкие, местами каньонообразные, с крутыми склонами, поймы очень узкие или отсутствуют. В развитых пойменных долинах выделяется широкое и плоское дно, периодически затопляемое в половодье, меженное русло реки и склоны с террасами. Высота пойм над меженным уровнем в речных долинах Полесья 0,5—3 м, в центральных и северных частях страны от 1,5—4 до 6 м. Уклоны рек Беларуси варьируют от 0,1 до 2—3‰. Средние скорости течения крупных и средних рек 0,5—0,7 м/с, на перекатах до 0,8—1,5 м/с, на плёсах до 0,1—0,3 м/с, на порожистых участках малых рек более 1,5 м/с. Максимальные скорости наблюдаются во время половодья и паводков, минимальные — в межень.
Для режима рек Беларуси характерно выраженное весеннее половодье и сравнительно устойчивые летне-осенняя и зимняя межень, которые иногда нарушаются паводками от дождей летом и во время оттепелей зимой. Среднее превышение половодья над самым низким летним уровнем на крупных реках составляет от 1,5 до 7 м (в зависимости от водных условий года), на средних и малых реках — примерно вдвое меньшее.

## Каналы
Речную сеть дополняют искусственные каналы: Огинский, Августовский, Березинская водная система, Днепровско-Бугский. В 1971 г. построена Вилейско-Минская водная система.
В Беларуси создана густая сеть каналов общей протяжённостью около 200 тыс. км. Преобладают осушительные мелиоративные каналы. Абсолютное большинство из них имеет небольшую протяжённость, редко превышающую 10—20 км. Наибольшее значение среди мелиоративных каналов имеют магистральные. Из них самые крупные: Славковичско-Яминский, Дубайский, Заозерский, Осовецкий, Щелбинский, Ненач: их длина от 38 до 52 км. Уклоны магистральных мелиоративных каналов 0,3—0,4‰, скорость течения в них варьирует от 0,3 до 1,4 м/с. На юге много канализированных рек (Оресса, Ведрич, Ипа, Сведь, Вить, Ненач и др.); сеть мелиоративных каналов на болотных массивах повышает густоту гидрографической сети в 2,5—4 раза.
Некоторые каналы созданы с целью соединения судоходных рек: Днепровско-Бугский (196 км) и Микашевичский (7 км). Сохранились Огинский, Августовский, Березинский (в составе Березинской водной системы) каналы, которые в настоящее время утратили своё первоначальное значение, но имеют большую ценность как исторические объекты для туризма.
Среди каналов следует выделить водоподводящие, по которым вода подаётся для оросительных систем, питания рыбоводных прудов, для тепловых электростанций, питьевого водохозяйственного обеспечения, обводнительных систем (напр., Слепянская водная система в Минске).